# 内藤建築事務所
株式会社内藤建築事務所（ないとうけんちくじむしょ）は日本の建築設計事務所。
起源は内藤資忠が興した建築設計事務所。医療・福祉分野の建築設計を主要としている。このため、医業経営コンサルタント有資格者を有し、JIHa登録代表者を設置している。「アーチスラブ構築法」「内藤式SDR工法」などで特許出願している。

## 事務所概要
- 所在地:〒606-8202 京都府京都市左京区田中大堰町182
- 一級建築士事務所登録／京都府知事登録
- 支店等
  - 本社（京都市）
  - 東京本社／東京事務所
  - 名古屋事務所
  - 静岡事務所
  - 大阪事務所
  - 神戸事務所
  - 奈良事務所
  - 四国事務所
  - 九州事務所
  - 南九州事務所
  - 長崎営業所
  - 熊本営業所
  - 宮崎営業所

## 沿革
- 1942年、内藤資忠建築事務所を開設
- 1943年-1945年、満洲国で材料製造工場建築に従事
- 1953年、株式会社内藤建築事務所に改組
- 2000年、ISO9001:1994　認証取得
- 2010年、ISO9001:2008　移行認証取得

## 主要作品
- 県立新加古川病院（仮称）新築（2006年）
- 明和病院新館増築（2007年）
- 市立奈良病院（2009年）
- JA高知病院（2002年）
- NARVリタイアメントビレッジ　サザンクロス（2004年）
- いきいきサロンくすのき（2003年）
- グレースメイト松戸（2002年）
- つくばセントラル病院 C館（2002年）
- なぎ辻病院（京都府, 2005年）
- マキノ町在宅介護サービスセンター はあとふるマキノ（2000年）
- メディカルケアセンター輝の杜（2003年）
- メディックス三萩野（2003年）
- りんくうみなと（大阪府, 2006年）
- 医療法人済衆館
- 医療法人社団恵仁会
- 西尾市岩瀬文庫展示棟図書資料館（愛知県西尾市、若山滋、張奕文、青島設計と、 2002年）
- 介護老人保健施設　きよみの里（2000年）
- 介護老人保健施設　くろいし（2004年）
- 介護老人保健施設　サザン・ケアセンター（2000年）
- 海南町立海南病院（2003年）
- 蒲生町いきがい活動支援センター　せせらぎ（2002年）
- 亀岡市立病院（2003年）
- 菊地病院（2002年）
- 吉野町国民健康保険 吉野病院（2001年）
- 牛深市民病院（2002年）
- 京都ライトハウス（2004年）
- 京都大学医学部附属病院（2001年）
- 京都第一赤十字病院（2000年）
- 近江八幡市立総合医療センター（滋賀県,2006年）
- 串間市民病院
- 熊本赤十字病院
- 公立学校共済組合北陸中央病院（2001年）
- 公立山城病院（2000年）
- 公立南丹病院（2003年）
- 広畑センチュリー病院（2000年）
- 広陵町総合保健福祉会館　さわやかホール（2001年）
- 高の原中央病院（奈良県, 2006年）
- 高岡町保健福祉センター　穆園館（2003年）
- 高橋病院（兵庫県, 2004年）
- 高槻赤十字病院　緩和ケア病棟「レイクサイドホーム」（2002年）
- 国保中央病院緩和ケアホーム「飛鳥」
- 国民健康保険瑞穂病院（2004年）
- 国民健康保険ケアホスピタルたかはら（2002年）
- 済衆館病院（愛知県, 2006年）
- 済生会滋賀県病院（滋賀県, 2004年）
- 済生会川口総合病院（2005年）
- 社会福祉法人清和会
- 社会福祉法人和楽会特別養護老人ホームわらく
- 小林市立病院（宮崎県, 2010年）
- 城内病院（2002年）
- 常陸大宮済生会病院（茨城県, 2006年）
- 新南陽市民病院（2000年）
- 菅田医院（2001年）
- 星野村総合保健福祉センター そよかぜ（2000年）
- 静岡県立総合病院　北館（2001年）
- 静岡県立総合病院循環器病センター（静岡県, 2008年）
- 静岡厚生病院（2003年）
- 石岡第一病院（茨城県, 2008年）
- 大泉生協病院（2002年）
- 大和高田市総合福祉施設　ゆうゆうセンター（2001年）
- 筑後市立病院（2000年）
- 中西ウイメンズクリニック（2003年）
- 中部レディースクリニック
- 町田市民病院（東京都, 2008年）
- 長生園（2000年）
- 長浜赤十字病院（2001年）
- 直原ウイメンズクリニック（2004年）
- 唐津赤十字病院　新病棟（2003年）
- 東京ベイ・浦安市川医療センター（千葉県）
- 徳島県立中央病院（徳島県）
- 徳島大学医学部附属病院（2003年）
- 特別養護老人ホームヴィラ多国山（2003年）
- 特別養護老人ホームうぐいすの里（大阪府, 2008年）
- 特別養護老人ホームかんなびのさと（大阪府, 2008年3月）
- 特別養護老人ホームわらく（京都府, 2005年）
- 特別養護老人ホーム三愛荘（2002年）
- 特別養護老人ホーム山崎園（2001年）
- 特別養護老人ホーム神の園（2003年）
- 特別養護老人ホームみわの里
- 南生協病院（2003年）
- 二丈町健康ふれあい施設「二丈温泉きららの湯」（2003年）
- 日光市民病院（2002年）
- 波賀町保健福祉施設　メイプル福祉センター（2004年）
- 白庭病院（奈良県, 2008年）
- 八尾市障害者総合福祉センター（2004年）
- 布津町保健福祉センター湯楽里（2004年）
- 福岡県立精神医療センター太宰府病院（2001年）
- 複合介護老人福祉施設ドリーム陶都（2004年）
- 兵庫県立加古川医療センター（兵庫県, 2009年）
- 北九州安部山公園病院・老人保健施設あけぼの苑（2000年）
- 北山ふれあいセンター（京都府, 2009年）
- 本山町国民健康保険嶺北中央病院（2000年）
- 本山町保健福祉センター（2000年）
- 鳴門シーガル病院（2003年）
- 和歌山県立こころの医療センター（2003年）
- 和歌山生協病院（2003年）
- クロスタワー大阪ベイ 大阪府大阪市（昭和設計と）

## 内藤資忠
創業者・内藤資忠（すけただ）は 1903年（明治36年）東京生まれ。第三高等学校 (旧制)から京都帝国大学工学部建築学科に進学。高校、大学を通じてラグビー部や陸上競技部に所属。1932年にはコーチに就任している。大学卒業後、大学営繕課に奉職。大倉三郎と京都大学法学部及び経済学部新館（1933年）などを残している。
満州に渡り、大連駅舎（1937年）の建設に関与する。1942年、京都と満州新京に内藤建築事務所を開設。終戦後は一時休業し、1947年、再び京都に事務所を開設。1953年に株式会社化し、社長に就任。1973年に会長。1985年に逝去。